# Garganega
Garganega är en grön vindruva av arten Vitis vinifera. Den är framförallt vanlig i Soave och Gambellara i Veneto i norra Italien. Den förekommer även i Friuli-Venezia Giulia, Umbrien och Sicilien. Druvan ger viner med bra struktur och elegans med smaker av mandel, plommon och citron. Druvan mognar vanligtvis sent och ger hög avkastning. På Sicilien används den huvudsakligen som inblandningsdruva för att ge syra åt viner gjorda av Chardonnay.
DNA-studier har bekräftat att druvsorten Grecanico Dorato (Grecanio) på Sicilien är identisk med Garganega.
Andra namn på druvan är Gargana, Lizzana och Ostesona.

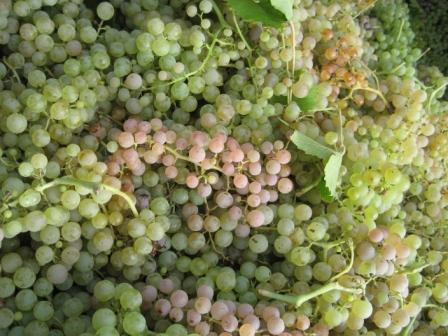
Druvklasar av Garganega-druvan.